# AdZyklopädie
 (avril 2019).
AdZyklopädie est un mot issu de l’allemand ayant pour sens « encyclopédie des annonces publicitaires ». L’AdZyklopädie est une archive numérique d’annonces publicitaires, anciennes ou récentes, et issues de médias divers. Les publicités peuvent venir de la presse spécialisée, professionnelle ou généraliste, des médias digitaux, des journaux, de la télévision, du cinéma, des posters, internet, écrans d’informations, affichage dynamique, publicités radiophoniques, etc.

## Histoire
Les annonces publicitaires dans les médias représentent une grande partie de la publicité et font partie de notre héritage culturel. Celles-ci sont développées, designées et implémentées en texte par des créatifs dans des agences publicitaires, mais ne peuvent pas être retrouvées par la suite dans des archives publiques. Depuis la fin des années 1990, seuls Stefan Rögener avec son entreprise AdFinder à Hambourg et Maren Riepemeier dans le cadre du BBDO à Düsseldorf ont archivé en détail des annonces publicitaires afin de les proposer à des agences de communication pour leurs recherches. En effet, pour créer de nouvelles campagnes publicitaires, il est important d’étudier en premier lieu les annonces existantes pour des produits similaires, par les différents acteurs du marché.
En 1998, l’archive AdFinder devient trop petite. Stefan Rögner et Peter Karow ont alors l’idée de numériser les annonces pour les proposer via internet. Cela permet d’éliminer le problème du stockage et garantit en plus une bonne mise à jour et la disponibilité du service. Ils découvrent une façon innovante de gérer les entreprises à la GWA (association des agences de communication allemande) et concluent avec eux un contrat de collaboration concernant la future utilisation d’archives en ligne. La même année, ils fondent l’entreprise AdVision Digital GmbH à Hambourg.

## Description
Dans l’AdZyklopädie, il est possible de voir toute annonce publicitaire imprimée sur papier à partir de 1947 ou diffusée à la télévision à partir de 1970. Il est presque impossible d’avoir un regard sur les annonces publicitaires antérieures à 1947 étant donné qu’il n’existe pas de collections numériques disponibles de celles-ci. Au début de l’année 2017, on compte plus de 6,5 millions de campagnes publicitaires numérisées et les 50 employés d’AdVision occupent leur temps à recenser les données issues d’environ 1 500 revues nationales et internationales, professionnelles et généralistes, de 100 journaux quotidiens et de 75 chaînes de télévision, pour un total d’environ 70 000 campagnes de publicité par mois. L’AdZyklopädie est sans conteste l’archive de campagnes publicitaires la plus exhaustive d’Allemagne. Grâce à la myriade de critères enregistrés aujourd’hui, il est même désormais possible d’étudier l’importance relative d’une campagne publicitaire en fonction de sa diversification, de ses effets, de son coût et du média utilisé,,,,,.
Le service d’archivage en ligne, dont l’accès est soumis à souscription obligatoire à un abonnement payant, s’adresse évidemment essentiellement aux agences de communication et aux publicitaires. L’AdZyklopädie permet également de faire des recherches de médias et de plans schématiques d’entreprises et de leurs différentes branches.

## Critères de recherche
Pour chaque campagne publicitaire, les critères suivant sont définis et stockés : branche, segment, groupe de produit, entreprise, marque, produit, date, type de média, média, coût de la publicité, code de design, crédits, slogan/promesses, texte complet.
Le code de design permet de classer 700 aspects relatifs au design ou au contenu (en rubriques, aspects ou éléments), auxquels il est possible d’ajouter des détails importants tels que l'obtention d'un prix comme l’ADC (Art Directors Club) Awards, le Cannes Lions ou le Clio Awards. Les catégories du code de design sont : architecture, repas/boissons, objet, géographie, culture/art, paysage, personnes, plantes/animaux, sports/loisirs, textures/typographie. Les crédits listent toutes les personnes qu’il peut y avoir derrière une campagne de communication tels que le directeur, le consultant, le producteur, le cameraman, etc. Les slogans et les promesses marketing sont listés séparément avec les médias papiers. 
De plus, les textes issus d’annonces papier sont archivés pour permettre une recherche plein texte. Les textes édités dans les magazines et les quotidiens papier sont lus et recherchés en fonction de la fréquence selon laquelle certains produits y sont mentionnés. Aussi, pour une sélection des spots de télévision et de radio, on recense des scénarios.

## Science et apprentissage
Les étudiants et enseignants de design graphique peuvent utiliser le service gratuitement, à condition de s’inscrire préalablement chez AdVision. Des contenus d’AdZyklopädie peuvent aussi être utilisés par les enseignants de design graphique dans des essais et thèses scientifiques,.
Il existe des coopérations entre la Textschmiede et la filière marketing & innovation de l’Université Hambourg (Prof. Teichert).